# Jakob Sivertsen
Jakob Sivertsen (* 18. November 1943 in Tiilerilaaq) ist ein grönländischer Politiker (Atassut).

## Leben

### Frühe Jahre
Jakob Sivertsen ist der Sohn des Jägers Pele Sivertsen (1914–1950) und dessen Frau Polunika († 1959). Am 23. Juli 1983 heiratete er die Krankenhaushelferin Monika Kilime (* 1952).
Jakob Sivertsen wurde 1961 als Ladenhelfer für den KGH angestellt. 1962 begann er eine Lehre und wurde 1966 Ladenassistent und im Folgejahr Büroassistent. Von 1969 bis 1977 war er Handelsverwalter in Kulusuk und anschließend bis 1985 in Kuummiit. Von 1985 bis 1989 war er Büroassistent in Tasiilaq.

### Politikkarriere
1975 stellte er sich zur Wahl für Grønlands Landsråd auf. Er kandidierte für den Fischer- und Jägerverband KNAPK, konnte er allerdings nur 108 der 693 Stimmen in seinem Wahlkreis auf sich vereinen. Vier Jahre später trat er Parlamentswahl 1979 an und konnte einen Sitz im Inatsisartut erlangen. 1983, 1984 und 1987 wurde er jeweils wiedergewählt. Von 1989 bis 1993 war er zudem Bürgermeister der Gemeinde Ammassalik. 1991 und 1995 wurde er erneut ins Parlament gewählt. 1997 wurde er erneut in den Gemeinderat gewählt und zum Vizebürgermeister ernannt. 1999 wurde er zum mittlerweile siebten Mal in Folge ins Parlament gewählt.
Jakob Sivertsen war für sein Alkoholproblem bekannt. 1999 betrank er sich bei einem offiziellen Abendessen mit einer Delegation der EU so stark, dass er während einer Rede laut herumschrie, ein Diplom zerriss, die Kellner bedrohte und Weinflaschen auf den Tischen ausschüttete. Die Atuagagdliutit forderte daraufhin seinen Rücktritt. Dennoch wurde er auch 2002 erneut ins Parlament gewählt. Allerdings kam es 2005 erneut zu einem Skandal, als er sich betrunken in Kangerlussuaq mit dem Flughafenpersonal anlegte, weil sie ihn in seinem Zustand nicht ins Flugzeug nach Kulusuk steigen lassen wollten. Er wurde festgenommen und seine Partei verbot ihm für die Atassut bei der Parlamentswahl 2005 anzutreten. Als Einzelkandidat konnte er nicht mehr genügend Wähler erreichen und schied aus dem Inatsisartut aus. Nachdem er 2005 noch in den Gemeinderat gewählt worden war, konnte er sich bei der Kommunalwahl 2008 nicht mehr durchsetzen. Bei der Parlamentswahl 2009 durfte er wieder für die Atassut antreten, wurde aber nicht gewählt. Anschließend beendete er seine politische Karriere.

### Späteres Leben
Am 13. Januar 2017 war die 29-jährige Nichte seiner Frau zu Besuch. Nachdem sie gegangen war, kam sie am Abend zurück, da sie offensichtlich ihr Handy vergessen hatte, trat gegen die Tür und warf ein Fenster ein. Als Jakob Sivertsen die Tür öffnete, verlangte sie, dass er ihr ihr Handy geben soll. Als er sie aufforderte das Haus zu verlassen und sie dies missachtete, ging er in einen anderen Raum, holte ein Gewehr und schoss ihr in die Brust. Sie konnte noch mit einem Zeugen sprechen, bevor sie noch am Tatort verstarb. Am 21. September wurde er schließlich zu sechs Jahren Haft verurteilt, was dem Standardstrafmaß für Mord in Grönland entspricht. Er legte Berufung ein mit der Begründung in Notwehr gehandelt und eigentlich auf ihre Arme gezielt zu haben, doch das Urteil wurde im Dezember in einem entsprechenden Verfahren bestätigt. 2022 wurde er, wegen guter Führung mittlerweile im Altenheim lebend, im Rahmen des DR-Podcasts Tilbage i Tasiilaq interviewt.
Am 4. Juni 1997 wurde er mit dem Nersornaat in Silber ausgezeichnet.